# 999.ª División Ligera Afrika
La 999.ª Brigada Afrika fue una unidad del ejército alemán creada en octubre de 1942 como unidad militar penal. Más tarde se expandió a la 999.ª División Ligera Afrika (999. leichte Afrika-Division) y comenzó a desplegarse en Túnez a principios de 1943. Sin embargo, esto fue interrumpido por la rendición de las fuerzas del Eje en ese teatro. Los miembros que llegaron a África antes del colapso lucharon como unidades independientes en lugar de como una división, y se perdieron en el colapso general. El resto fue enviado a Grecia para tareas de guarnición y para encargarse de la seguridad, donde varios de los que se vieron obligados a entrar en servicio debido a sus actividades antinazis continuaron, como Falk Harnack, quien desertó y formó el Comité Antifascista por una Alemania Libre junto con otros soldados. Otro miembro notable fue August Landmesser, quien se dice que fue el hombre que se negó a hacer el saludo nazi en una fotografía famosa ahora bien conocida. Durante el único enfrentamiento en combate, muchos de los prisioneros políticos de la división se pasaron a las tropas estadounidenses o se retiraron, el Ejército de los Estados Unidos tomó las posiciones que ocupaban anteriormente sin intensos combates.

## Comandantes
Los comandantes fueron:
- Oberst Heinz Karl von Rinkleff - de octubre de 1942 al 2 de febrero de 1943 (transferido al frente ruso después de la rendición en Stalingrado)
- Generalleutnant Kurt Thomas - del 2 de febrero de 1943 al 1 de abril de 1943 (muerto en combate el 1 de abril de 1943 cuando su avión fue derribado de camino a Túnez).
- Generalmajor Ernst-Günther Baade - del 2 de abril de 1943 al 13 de mayo de 1943

## Organización
Orden de batalla de la Afrika-Brigade 999:
- Regimiento Afrika-Schützen (Infantería) 961
- Regimiento Afrika-Schützen-962
- Nachrichten-Kompanie (Comunicaciones) 999

Orden de batalla de la 999 Afrika Division
- Stab
- Divisions-Kartenstelle (Cartografía) 999
- Afrika-Schützen-Regiment 961
- Afrika-Schützen-Regiment 962
- Afrika-Schützen-Regiment 963
- Panzerjäger-Abteilung 999

- Artillerie-Regiment (Artillería) 999

- Pionier-Bataillon (ingenieros) 999
- Aufklärungs-Abteilung (Reconocimiento) 999
- Astronomischer Messtrupp (Navegación) 999
- Werkstatt-Kompanie (Laboratorio) 999
- Werkstatt-Kompanie 999

- Entgiftungs-Batterie (Desintoxicación) 999

- Nachschub-Bataillon (Suministro) 999
- Schlächterei-Kompanie (Carniceros) 999
- Bäckerei-Kompanie (Panaderos) 999
- Divisions-Verpflegungsamt (Raciones) 999
- Sanitäts-Kompanie (Médico) 999
- Krankenkraftwagen-Zug (Ambulancia) 999
- Veterinär-Kompanie (Veterinaria) 999
- Feldgendarmerie-Trupp (Policía militar) 999
- Feldpostamt (Correo) 999

## Véase también

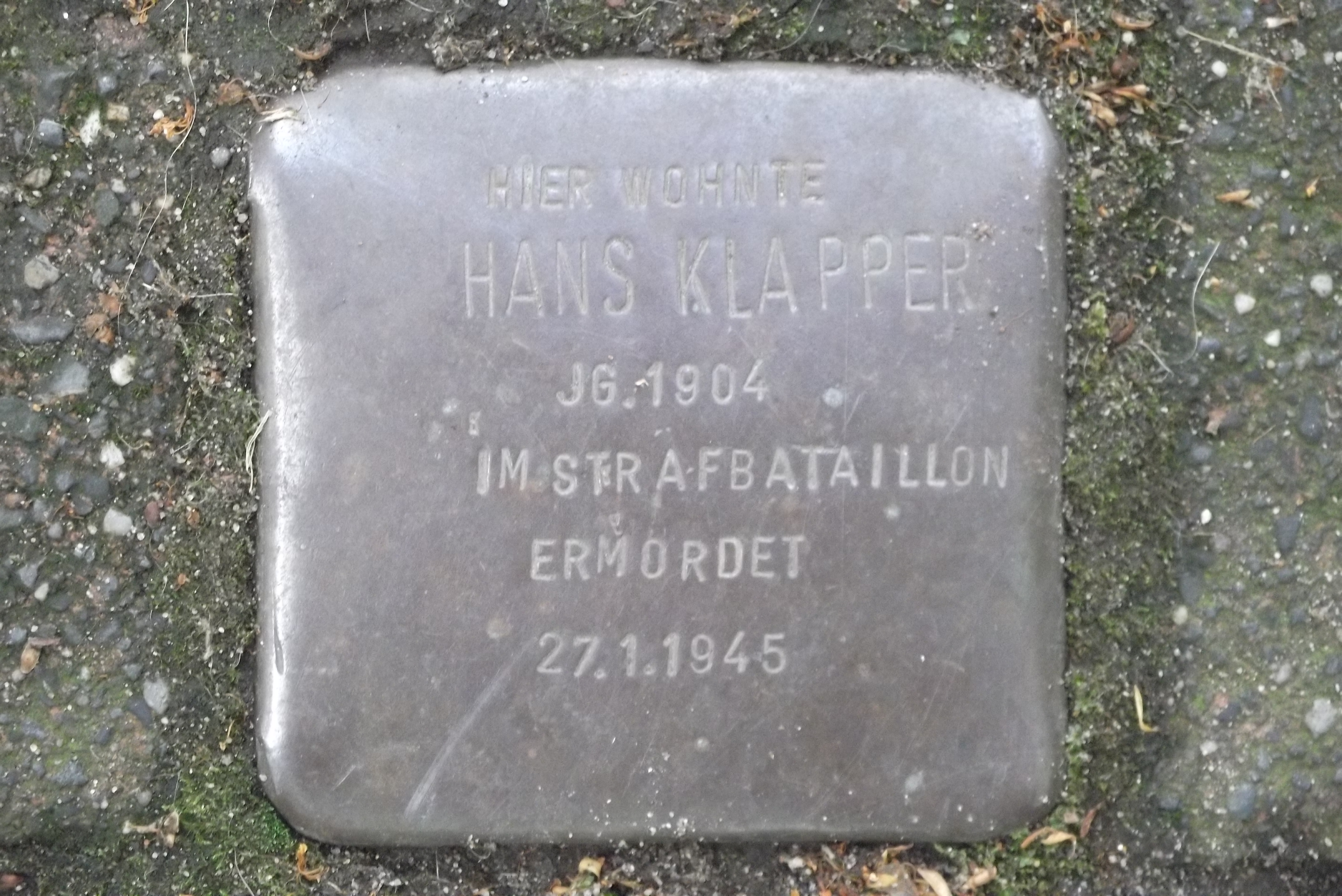
Stolperstein en honor a Hans Klapper, víctima de la Strafdivision 999